# 第23次ポルトガル立憲政府
第23次ポルトガル立憲政府（だい23だいぽるとがるりっけんせいふ）は、ポルトガル憲法に基づく第23次の立憲政府である。

## 概要
ポルトガル議会選挙の結果に基づいて発足したポルトガル政府である。
発足後に相次いで大臣の辞任が起こった。病院の緊急事態の混乱でマルタ・テミド保健相ら保健省の幹部が辞任した。2023年1月4日にはポルトガル航空の経営不振やウーゴ・サントス・メンデス副大臣が役員時代に高額な退職金を支払われていたことなどで非難が強まり、ペドロ・ヌーノ・サントスインフラ住宅相が「政治的責任を負う」とし、大臣職を辞任した。

## 大臣
| 職名                     | 氏名                                 | 氏名 | 出身等 | 備考                                |
| ------------------------ | ------------------------------------ | ---- | ------ | ----------------------------------- |
| 首相                     | アントニオ・コスタ                   |      | 社会党 | 社会党書記長                        |
| 大統領大臣               | マリアナ・ヴィエイラ・ダ・シルバ     |      | 社会党 |                                     |
| 外務大臣                 | ジョアン・ゴメス・グラヴィーニョ     |      | 社会党 |                                     |
| 国防大臣                 | ヘレナ・カレイラス                   |      | 無所属 |                                     |
| 内務大臣                 | ホセ・ルイス・カルネイロ             |      | 社会党 |                                     |
| 法務大臣                 | カタリーナ・サルメント・エ・カストロ |      | 無所属 |                                     |
| 財務大臣                 | フェルナンド・メディナ               |      | 社会党 |                                     |
| 政務大臣                 | アナ・カタリーナ・メンデス           |      | 社会党 |                                     |
| 経済海洋大臣             | アントニオ・コスタ・シルバ           |      | 無所属 |                                     |
| 文化大臣                 | ペドロ・アドンエ・シルバ             |      | 無所属 |                                     |
| 科学技術・高等教育大臣   | エルビラ・フォルトゥナート           |      | 無所属 |                                     |
| 教育大臣                 | ジョアン・コスタ                     |      | 社会党 |                                     |
| 労働・連帯・社会保障大臣 | アナ・メンデス・ゴジーニョ           |      | 社会党 |                                     |
| 保健大臣                 | マルタ・テミド                       |      | 社会党 | 2022年9月10日辞任                   |
| 保健大臣                 | マヌエル・ピサロ                     |      | 社会党 | 2022年9月10日就任                   |
| 環境・気候変動対策大臣   | ドゥアルテ・ユルデイロ               |      | 社会党 |                                     |
| インフラ住宅大臣         | ペドロ・ヌーノ・サントス             |      | 社会党 | 2023年1月4日辞任                    |
| インフラ大臣             | ジョアン・ガランバ                   |      | 社会党 | 2023年1月4日就任 2023年11月13日辞任 |
| インフラ大臣             | アントニオ・コスタ                   |      | 社会党 | 2023年11月15日就任                  |
| 住宅大臣                 | マリーナ・ゴンザルベス               |      | 社会党 |                                     |
| 領土統一大臣             | アナ・アブルンホサ                   |      | 無所属 |                                     |
| 農業食料大臣             | マリア・ド・セウ・アントゥネス       |      | 社会党 |                                     |